# Ізабелла Клара Австрійська
Ізабелла Клара Австрійська (нім. Isabella Clara von Österreich; 12 серпня 1629 — 24 лютого 1685) — австрійська ерцгерцогиня з династії Габсбургів, донька ерцгерцога Австрії Леопольда V та тосканської принцеси Клаудії Медічі, дружина герцога Мантуї Карла II. Регентка Мантуї у 1665—1669 роках.

## Біографія
Ізабелла Клара народилась 12 серпня 1629 року в Іннсбруку. Вона була третьою дитиною та другою донькою в родині ерцгерцога Австрії Леопольда V та його дружини Клаудії Медічі. Дівчинка мала старшого брата Фердинанда Карла. Сестра Марія Елеонора померла за тиждень до її народження. Згодом у сім'ї з'явились молодші дітиː Сигізмунд Франц та Марія Леопольдіна.
Батька не стало, коли Ізабеллі Кларі було три. Матір заміж більше не виходила. До 1646 року вона виконувала функції регента у графстві Тироль при старшому сині.
Ізабелла Клара вважалась ніжною та благочестивою дівчиною.
У віці 20 років вона побралась із герцогом Мантуї Карлом II, своїм однолітком. Весілля пройшло 7 листопада 1649. За два роки Габсбурги та Ґонзаґа скріпили родинні зв'язки тісніше, завдяки шлюбу сестри Карла Елеонори з імператором Священної Римської імперії Фердинандом III.
Союз Карла та Ізабелли Клари був спланований політично і мав виключно офіційний характер. У них народився єдиний син Карл Фердинанд (1652—1708) — останній герцог Мантуї та Монтферрата, суверенний князь Арша, був двічі одруженим, мав позашлюбних дітей.
Карл, що й раніше нехтував дружиною на користь коханки Маргарити делла Ровере, після появи спадкоємця зовсім перестав навідувати її. Герцогиня, певний час будучи в розпачі, згодом завела власного коханця, вихідця із родини хрещених євреїв — графа Карло Булґаріні, представника місцевої аристократії.
Її чоловік, ведучи розпусний спосіб життя, раптово помер у віці 35 років 14 серпня 1665. До повноліття сина Ізабелла Клара виконувала функції регентки в країні. Вона керувала мудро, всіляко піклуючись про державу, не зважаючи на те, що та не була її батьківщиною.Положення Мантуї за її правління укріпилось. Булґаріні в цей час активно займався політикою та обіймав посаду першого міністра.

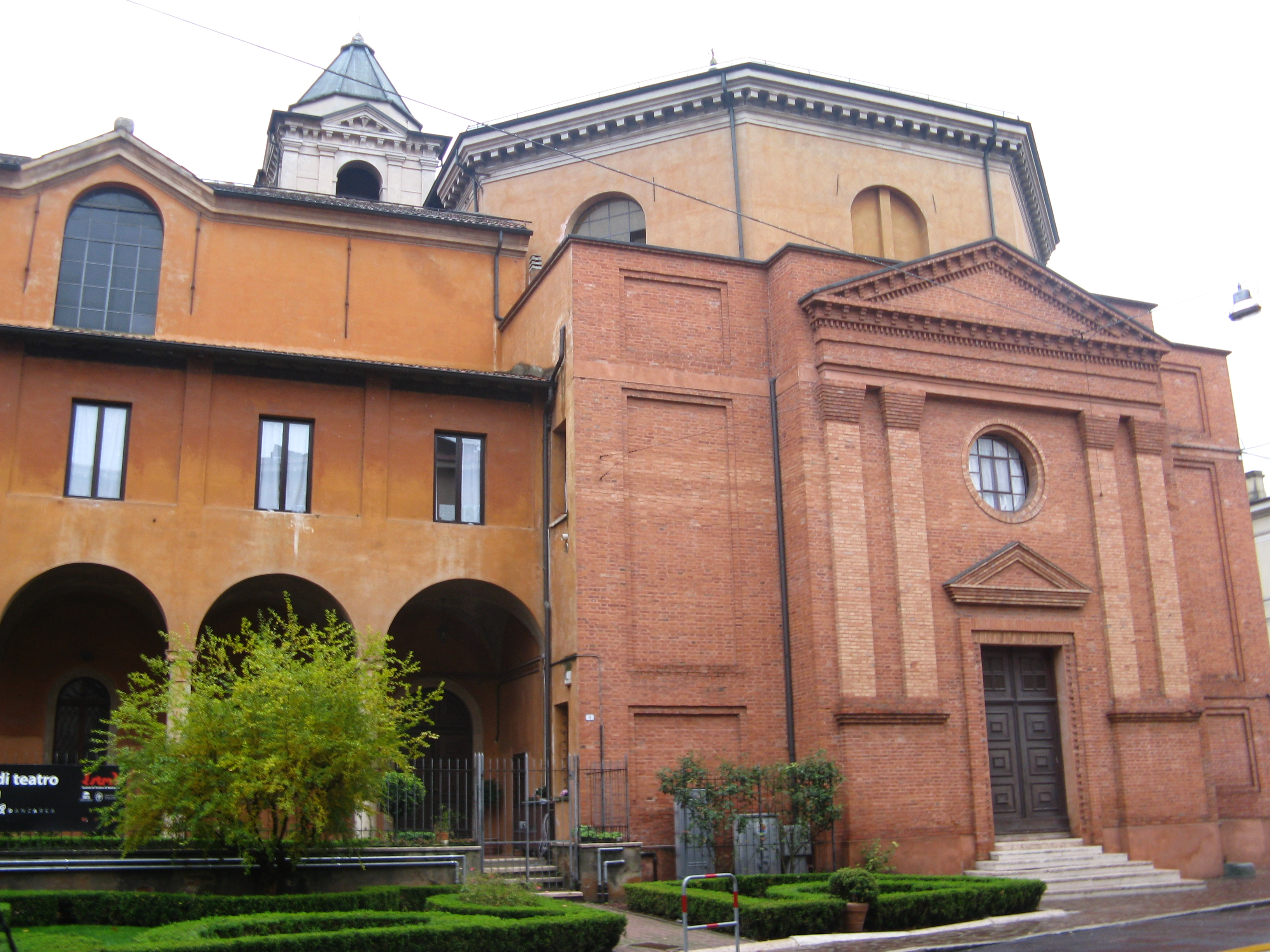
Церква Святої Урсули — збережена частина монастирського комплексу

Передавши управління сину, вдовіюча герцогиня й надалі консультувала його з деяких питань, а також встигла влаштувати його шлюб із Анною Ізабеллою Ґонзаґа, спадкоємицею герцогства Ґвасталла. Після цього вона віддалилася від двору, оселившись у палаці Гоїто та ведучи приватний спосіб життя.
Згодом, за наказом імператора від 16 грудня 1671, вступила до монастиря урсулинок, де залишалася решту життя. Булґаріні, невдовзі, вступив у монастир домініканців. Наказ був привезений дипломатом віденського двору — графом Готлібом Амадеусом Віндіш-Грецьким. Офіційно, в ньому ерцгерцогиня та Булґаріні звинувачувались у перелюбстві. Але, оскільки їхній зв'язок тривав багато років і не був ні для кого таємницею, ймовірніше, що незалежність Мантуї в політиці була неприйнятною для Священної Римської імперії. Відень волів безпосередньо контролювати діяльність юного правителя.
В обителі Ізабелла Клара прийняла ім'я Магдалени II. Померла 24 лютого 1685, відома ревним благочестям. Похована в монастирі урсулинок у Мантуї.